# Shire (konj)
Shire je pasma velikih vlečnih konj, ki izvira iz Anglije. Nastala naj bi iz velikih angleških konj, ki so v srednjem veku nosili težko oborožene viteze v boj, ime pa je dobila po področju Midland shire counties, od koder izvirajo njegovi predniki. Do sredine osemdesetih let dvajsetega stoletja so pasmo poznali pod imenom English Cart Horse. Zaradi izredne moči so bili iskani za vleko vozov in obdelovanje zemlje. Večina jih lahko brez težave potegne tovore, težke do pet ton. Že v začetku so jih uporabljali pivovarji za vleko vozov, naloženih s sodi piva in to tradicijo ohranjajo nekatere lokalne pivovarne še danes. Na deželi se pojavljajo tudi na kmečkih prireditvah in tekmovanjih v oranju.
Shire velja za eno največjih konjskih pasem na svetu. Konj te pasme mora biti visok najmanj 165 cm da ga združenje rejcev potrdi. Neki shire, ki se je rodil leta 1846, je do četrtega leta zrasel celih 215 cm in pri tem tehtal skoraj 1524 kg.  Konji te pasme so črne, temno rjave ali sivo bele barve z belo liso na čelu in belimi nogavicami okoli kopit. Dobri so v teku in vleki. So tudi zelo poslušni.